# 런던 마라톤

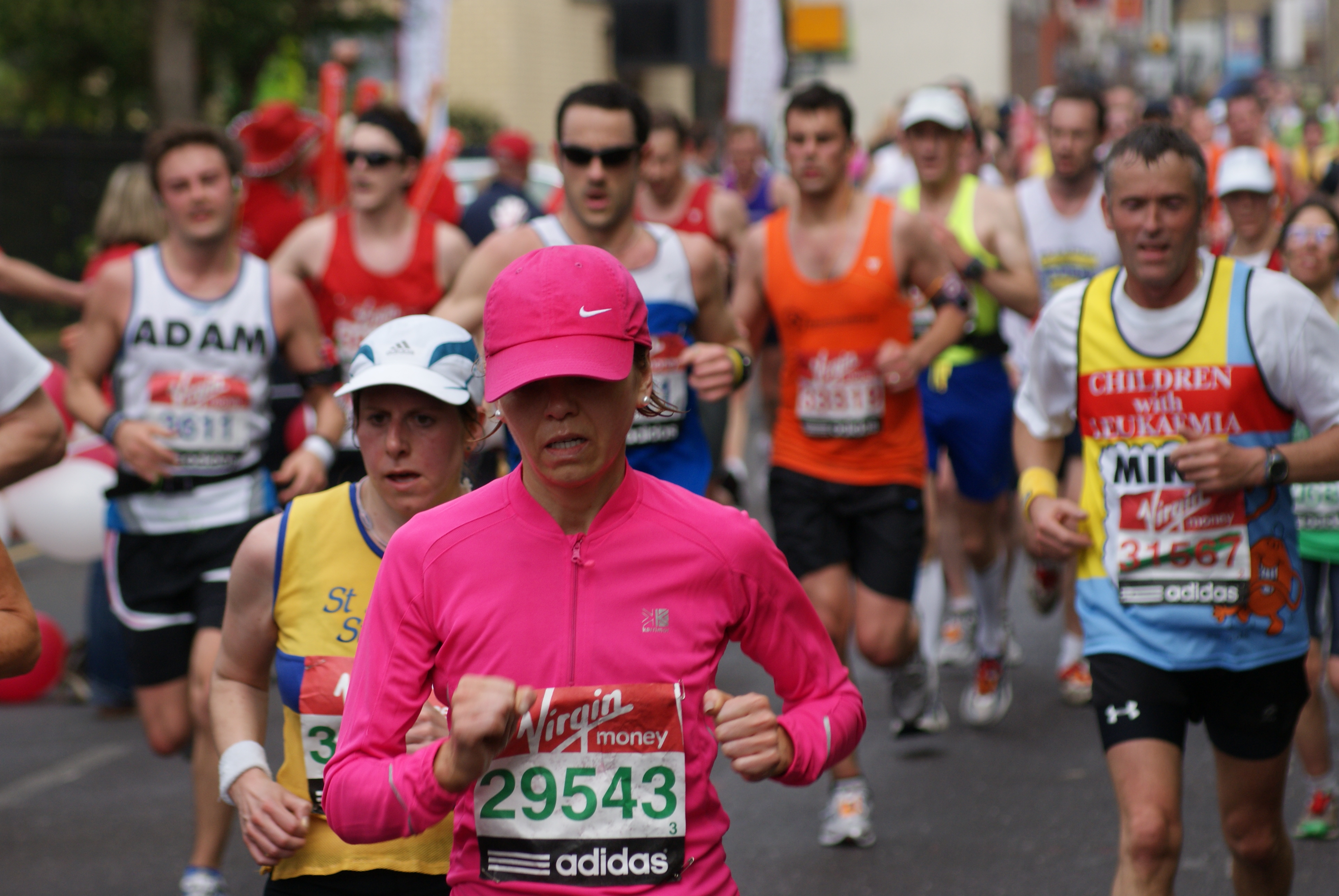

런던 마라톤(London Marathon or TCS London Marathon)은 잉글랜드 런던에서 매년 4월에 열리는 마라톤 대회이다. 1981년에 처음 시작되었다.